# Dysstroma ceprona
Dysstroma ceprona är en fjärilsart som beskrevs av Swinhoe 1902. Dysstroma ceprona ingår i släktet Dysstroma och familjen mätare. Inga underarter finns listade i Catalogue of Life.